# Bache's knotsklokje
Het Bache's knotsklokje (Nemopsis bachei) is een hydroïdpoliep uit de familie Bougainvilliidae. De poliep komt uit het geslacht Nemopsis. Deze specifieke soort werd in 1849 voor het eerst gevonden en beschreven door Louis Agassiz uit monsters die waren genomen voor de kust van Massachusetts.

## Beschrijving
Het Bache's knotsklokje (vroeger het kruiskopkwalletje genoemd) is een soort van relatief kleine gelatineachtig zoöplankton-hydroïdpoliep die voorkomt in zowel mariene als estuariene (brakwater) omgevingen. Als onderdeel van de stam van neteldieren zijn ze voornamelijk gelatineachtig. Het meest identificerende kenmerk zijn de geslachtsklieren (gonaden) die, van bovenaf door de schotel gezien, op een kruisje lijken en dan langs de zijkanten langs de radiale kanalen lopen. Als onderdeel van het zoöplankton is het niet in staat tot aanhoudende horizontale beweging en vertrouwt het op zijn tentakels om kleinere organismen voor voedsel te ontmoeten en te vangen (voedt zich voornamelijk met eenoogkreeftjes).

## Verspreiding
Bache's knotsklokje kwam oorspronkelijk enkel voor langs de Atlantische kust van Noord-Amerika. Maar in de 19e eeuw heeft deze soort de westelijke kustwateren van Europa bereikt via de vasthechting van de poliepjes op scheepsrompen of via transport van de kwalstadia of larven in ballastwater. Het feit dat Bache's knotsklokje in de voortplantingscyclus een (tijdelijk) kwalstadium heeft, zorgt ervoor dat deze soort zich snel verder kan verspreiden. De eerste waarnemingen van het kwalstadium van Bache's knotsklokje langs de Belgische kust dateren uit 1996, in de haven van Zeebrugge. Vroeger kwam deze soort in Nederland algemeen voor in het brakke water van de Zuiderzee. Nu vooral bekend uit Zeeland (Oosterschelde, Westerschelde en Noordzeekanaal).